# 土壤学
土壤學是研究土壤及其生成的學科，是自然地理學的分支。它對研究植物的生長，繁殖以至分佈都起著重要影響。從農業角度來看，土壤是指陸地上能夠讓植物生長的疏鬆表層。

## 辭源
英語pedology源於希臘語的pedon(土地)。

## 研究內容
土壤學的研究內容包括土壤的形成、發展及其物理特性。土壤學也包括土壤剖面圖的繪製、土壤形成和發展研究，以及其分支學科土壤化學、土壤物理學、土壤微生物學。